# John O. Pastore
Pour les articles homonymes, voir Pastore.
John Orlando Pastore, né le 17 mars 1907 à Providence (Rhode Island) et mort le 15 juillet 2000 à North Kingstown (Rhode Island), est un homme politique américain. Membre du Parti démocrate, il sert successivement comme gouverneur et sénateur de l'État de Rhode Island.

## Biographie
Diplômé de droit de l'université du Nord-Est en 1931, John O. Pastore obtient le barreau l'année suivante et s'installe comme avocat dans sa ville natale de Providence. Il est élu à la Chambre des représentants de Rhode Island en 1934 puis réélu en 1936. Il est ensuite procureur général assistant de l'État de 1937 à 1938 puis à nouveau de 1940 à 1994, après avoir été membre de la commission pour la révision de la charte municipale de Providence.
En 1944, il est élu lieutenant-gouverneur de Rhode Island, aux côtés de J. Howard McGrath, gouverneur. Il devient lui-même gouverneur de l'État le 6 octobre 1945 lorsque McGrath est nommé avocat général des États-Unis. Il est élu de justesse pour un premier mandat complet en 1946, puis facilement réélu en 1948. Il est le premier Italo-Américain à être élu gouverneur d'un État américain.
Pastore est élu sénateur des États-Unis le 7 novembre 1950 pour terminer le mandat de J. Howard McGrath, démissionnaire. Réélu en 1952, 1958, 1964 et 1970, il n'est pas candidat à nouveau mandat en 1976. Durant son mandat, il préside notamment le comité joint du Congrès sur l'énergie atomique et soutient à ce poste la ratification du Traité d'interdiction partielle des essais nucléaires. Il démissionne le 28 décembre 1976, quelques jours avant la fin du 94e congrès.
Il meurt le 15 juillet 2000 d'une insuffisance rénale dans une maison de repos de North Kingstown. Il est enterré au cimetière Sainte-Anne de Cranston.